# Carignan-de-Bordeaux

Carignan-de-Bordeaux este o comună în departamentul Gironde din sud-vestul Franței. În 2009 avea o populație de 3.666 de locuitori.

## Evoluția populației
| An        | 1975  | 1982  | 1990  | 1999  | 2006  | 2009  |
| --------- | ----- | ----- | ----- | ----- | ----- | ----- |
| Populație | 1.931 | 2.276 | 2.867 | 3.094 | 3.332 | 3.666 |